# Préjudice écologique
Le préjudice écologique est un principe juridique récent, en cours d'introduction dans le droit civil, via le droit de l'environnement. Il vise à éclaircir et faciliter la réparation du dommage environnemental. 
Il fait valoir que la dégradation d'un écosystème (et de ses utilités pour l'humain et l'environnement parfois dites « services écosystémiques ») constitue un préjudice objectif. Ce préjudice peut être reconnu à l'occasion d'un dommage environnemental et faire l'objet d'une évaluation qualifiée par le Droit de l'environnement. La possibilité est ainsi ouverte que ce préjudice soit porté devant les juridictions du droit civil. Il peut alors justifier réparation, ou compensations matérielles ou financières le cas échéant (quand la réparation n'est pas faite ou partiellement impossible). 
En mai 2013, une proposition de loi visant à inscrire le « préjudice écologique » (déjà reconnu par la jurisprudence) dans le code civil  a été adoptée à l'unanimité par le Sénat français. Sous réserve de confirmation, la réparation du dommage devrait prioritairement être faite « en nature », ou si cela est impossible par une « compensation financière » (versée à l'État, ou à un organisme désigné par lui et consacrée à la protection de l'environnement). Un dispositif est également prévu pour prévenir la réalisation imminente d'un dommage environnemental ou pour éviter son aggravation (ou en réduire les conséquences). Un groupe de travail devrait encore préciser le champ de l'intérêt à agir et de la prescription.

## Champ d'application
Ce principe permet à toute personne physique ou morale (association ou collectivité locale notamment) de demander réparation de dégâts purement environnementaux ; indépendamment des dommages matériels et/ou d'un préjudice moral, et même quand le dommage n'a pas de caractère « personnel ».
Celui qui mobilise l'action civile environnementale (sous forme d'un dépôt de plainte par exemple) n'agit pas ici pour son propre compte mais en tant que représentant l'intérêt environnemental. Dans certains pays, ces représentants sont listés par les administrations compétentes, ou peuvent agir de manière groupée (aux États-Unis par exemple). 
En France, le devoir de protection de l'environnement relève juridiquement de tous et chacun, mais il existe aussi des agréments délivrés aux associations au titre de la protection de la nature.

## Objectif
Il est triple ; 
1. prévention par la dissuasion,
2. réparation du préjudice écologique, quand il y a atteinte environnementale et un responsable identifié[5].
3. sécurité juridique[2].

Ce principe relève donc à la fois de la responsabilité civile et de la responsabilité environnementale. 

## Contenu
Pour le droit civil, tout dommage doit être certain, direct et personnel pour être reconnu réparable dans le cadre de la responsabilité civile.
Le préjudice  écologique introduit clairement dans le droit l'atteinte aux « actifs environnementaux non marchands ». Il rend ce préjudice objectif pour le droit civil (Antérieurement, le préjudice ne pouvait être que subjectif (c'est-à-dire nécessairement directement associé à une victime humaine (atteinte au droit de la personne comme l'exigeait le droit commun de la responsabilité ; alors que la nature est considérée comme Res nullius et donc comme souffrant de préjudices écologiques sans caractère personnel, il fallait justifier d'un préjudice personnel pour espérer réparation d'un dommage environnemental. Autrement dit, la réparation du préjudice écologique se faisait « par ricochet, classiquement admis par la jurisprudence ». Le droit civil peut maintenant prendre en compte le préjudice écologique pur.

## Histoire juridique du concept

### Dans le monde
Il semble se dessiner avec la définition des enjeux environnementaux fait à l'occasion du Sommet de la Terre de Rio (juin 1992), mais n'a pas de traduction directe dans le droit international.

### En Europe
Le cadre est celui de la responsabilité environnementale, qui n'a pas encore été complètement déclinée dans le droit civil de certains pays.

### En France
Le préjudice écologique pur est un « préjudice consistant en une atteinte non négligeable aux éléments ou aux fonctions des écosystèmes ou aux bénéfices collectifs tirés par l'homme de l'environnement ». En France, toute personne responsable d'un tel préjudice est désormais tenue de le réparer.
Dans le cadre de la Charte de l'environnement adossée à la constitution et dans le cadre de la transcription dans le droit français du droit européen de l'environnement s'élabore peu à peu un régime de responsabilité environnementale : L'article 4 de cette charte précise que « toute personne doit contribuer à la réparation des dommages qu'elle cause à l'environnement, dans les conditions définies par la loi ». La loi du 1er août 2008 sur la responsabilité environnementale (LRE) transpose en droit français la directive européenne no 2004/35/CE du 21 avril 2004, mais en reposant « sur un mécanisme de police administrative reposant sur l'action du préfet » et n'a [« jamais été appliquée en raison de son champ d'application trop restreint : elle ne vise que les dommages les plus graves et prévoit un grand nombre d'exclusions ».
Dans le même temps la jurisprudence du droit commun de la responsabilité civile (fondé sur les articles 1382 et suivants du code civil) a évolué en faveur de l'indemnisation des atteintes à l’environnement (lequel est reconnu par le droit comme « patrimoine commun de la Nation »). Selon l'exposé des motifs du projet de loi, « la réparation du dommage environnemental est aujourd’hui une exigence constitutionnelle, inscrite dans la Charte de l’environnement ».
Le Conseil constitutionnel a réaffirmé en 2011 un principe général pesant sur tous et chacun concernant le devoir de vigilance à l'égard des atteintes à l’environnement.
Le principe du préjudice écologique a été en France mobilisé par la  Ligue pour la protection des oiseaux et confirmé lors du procès de l'Erika (pétrolier affrété par le groupe Total et responsable en 1999 d'une marée noire qui a souillé 400 km de côtes). Le caractère de préjudice écologique a été retenu par le Tribunal correctionnel et a ensuite été consacrée par la Cour d'appel de Paris (son arrêt du 30 mars 2010 a clairement reconnu un « préjudice écologique résultant d’une atteinte aux actifs environnementaux non marchands, réparables par équivalent monétaire »). Il a enfin été reconfirmé en 2012 par la Cour de Cassation (via sa chambre criminelle). Dans ce cadre, la Cour de cassation a également considéré que l'intervention des juridictions françaises était légitime dès lors que le territoire français subissait un préjudice environnemental.
La notion de « préjudice écologique » est encore jurisprudentielle. Elle doit être précisée par le législateur avant son intégration dans le code civil, promis par Delphine Batho après l'arrêt de la Cour de cassation. 
Avant la décision de la Cour de cassation, une proposition de loi avait déjà été déposée au Sénat pour « inscrire la notion de préjudice écologique dans le code civil ». Elle reprenait une partie des propositions faites par un groupe de juriste deux mois plus tôt (14 mars 2012).

### Évolutions récentes, tendances
Ce principe découle de l'éthique de responsabilité, qui consiste à faire prendre en compte par chaque acteur économique les externalités négatives de son activité, tout comme le principe pollueur-payeur notamment développé par l'économiste libéral Arthur Cecil Pigou au début des années 1920.
Autrefois, en cas de préjudice écologique, la jurisprudence peinait à indemniser des dommages qui, par définition, n’ont pas de caractère personnel. 
Ce principe est complémentaire du principe pollueur-payeur adopté par l'OCDE en 1972, qui figure dans l'Acte unique européen signé en 1986
En France, ce principe a d'abord été jurisprudentiel. Avant près que la Cour de cassation l'ait confirmé en 2012 lors du procès de l'Erika, environ 200 décisions de justice s'étaient déjà basées sur ce principe, mais il est désormais confirmé au plus haut niveau (Cassation). 
Un think tank juridique composé d'avocats, de magistrats et de professeurs de droit, a publié des propositions d'adaptation du droit civil à une meilleure prise en compte du dommage environnemental. Il insiste, sur le besoin de renforcer l'expertise environnementale et d'éclaircir la notion de « dommage environnemental » ou de « préjudice écologique », ce qui suppose selon le Pr Laurent Neyret d'aussi « nommer pour mieux normer » ; pour cela, deux juristes (Pr Laurent Neyret et Pr Gilles Martin) préparent en 2012 une nomenclature des préjudices environnementaux. Ces juristes donnent priorité à la juste compensation, qui doit chercher à réparer en nature mais reconnaissent que souvent « la remise en état n'épuise pas la réparation de l'entier préjudice » (par exemple la mort de l'ourse Cannelle dans les Pyrénées (dernier représentant de la souche pyrénéenne de l'ours brun) ne peut être compensée, pas même par l'introduction de spécimens importés de Slovénie du point de vue patrimonial et de la diversité génétique. Mais, bien souvent, « la remise en état n'épuise pas la réparation de l'entier préjudice », relève Laurent Neyret.
Les juristes jugent utile de poser plus clairement le principe de l' unité de l'action civile environnementale, de manière qu'en cas de recours multiples, le juge ne puisse pas indemniser plusieurs fois un même préjudice environnemental .
En 2016, l'Association des Professionnels du Contentieux Economique et Financier (APCEF) a rendu public un rapport intitulé La réparation du préjudice écologique en pratique qui conclut les travaux d’une Commission, animée par le Professeur Laurent Neyret et composée de juristes spécialisés dans le contentieux de la réparation du préjudice écologique (avocats, directeurs juridiques de groupes industriels, courtiers d’assurance et risk managers, gestionnaires d’espaces naturels, experts et universitaires).
Le rapport contient 25 propositions portées par l’ambition de favoriser la cohérence, la justice et l’efficacité du droit de la réparation du préjudice écologique.
Ces propositions concernent en particulier :
- Les fondements de la réparation du préjudice écologique

Vu la diversité des régimes juridiques qui concourent à la réparation du préjudice écologique (en droit administratif, pénal et civil), un besoin d’articulation s’est fait jour. Pour y répondre, il est notamment proposé que le juge judiciaire sursoie à statuer sur la réparation du préjudice écologique jusqu’à ce que l’Administration ait délivré un acte de bonne fin des mesures de réparation qu’elle a prescrites.
- Les modalités de la réparation du préjudice écologique

La question des modalités de réparation du préjudice écologique est obscurcie par la tentation de transposer des catégories du droit civil qui sont inadaptées aux spécificités du préjudice écologique. Ainsi, la distinction entre « réparation en nature » et « réparation par équivalent monétaire » ne saurait avoir un rôle structurant en matière de réparation du préjudice écologique, dans la mesure où l’objet de l’atteinte, l’environnement lui-même, ne peut être directement satisfait par le versement d’une somme d’argent. Pour la Commission, le fil conducteur de cette matière devrait plutôt être : la réparation de la nature.
Ce préalable acquis, plusieurs modes de réparation sont à envisager. Lorsque le retour à l’état initial n’est pas possible, il convient de se tourner vers des mesures de compensation écologique. La condamnation du responsable au paiement d’une somme d’argent est également possible, mais à condition notamment que l’argent soit affecté à la réparation des éléments naturels endommagés.
En tout état de cause, l’efficacité des mesures de réparation engagées devrait être l’objet d’un suivi.
- Les acteurs de la réparation du préjudice écologique

Alors que des travaux antérieurs ont mis l’accent sur l’utilité de limiter le nombre des personnes pouvant poursuivre la réparation du préjudice écologique en justice, la Commission souligne que l’essentiel est de limiter le nombre des personnes habilitées à mettre en œuvre les mesures de réparation et, en cas de pluralité de maîtres d’œuvre, de coordonner leurs interventions respectives.
Le rapport établit en outre diverses préconisations pour améliorer la qualité des décisions judiciaires rendues, qui vont de l’amélioration de la formation des magistrats à l’établissement d’une mission d’expertise type, en passant par le développement des échanges entre juridictions et administrations concernées par la réparation d’un même préjudice. 

#### Loi du 8 août 2016
La loi du 8 août 2016 pour la reconquête de la biodiversité, de la nature et des paysages, a repris certaines de ces réflexions et fixe ainsi l'état du droit.
L'article 4 de la loi crée un nouveau titre dans le code civil intitulé Chapitre III : La réparation du préjudice écologique.
Le principe de la réparation est posé de façon générale par le nouvel article 1249
Art. 1246 : « Toute personne responsable d'un préjudice écologique est tenue de le réparer ».
La définition du préjudice écologique est exprimée à partir du préjudice réparable.
Art. 1247 : « Est réparable, dans les conditions prévues au présent titre, le préjudice écologique consistant en une atteinte non négligeable aux éléments ou aux fonctions des écosystèmes ou aux bénéfices collectifs tirés par l'homme de l'environnement ».
Les personnes susceptibles d'intenter une action en demande de réparation comprennent pouvoirs publics et associations : 
Art. 1248 : « L'action en réparation du préjudice écologique est ouverte à toute personne ayant qualité et intérêt à agir, telle que l'État, l'Agence française pour la biodiversité, les collectivités territoriales et leurs groupements dont le territoire est concerné, ainsi que les établissements publics et les associations agréées ou créées depuis au moins cinq ans à la date d'introduction de l'instance qui ont pour objet la protection de la nature et la défense de l'environnement ».
La forme de la réparation : en priorité est retenue la réparation en nature mais sont également prévus la possibilité de dommages et intérêts : 
Art. 1249 : « La réparation du préjudice écologique s'effectue par priorité en nature.  En cas d'impossibilité de droit ou de fait ou d'insuffisance des mesures de réparation, le juge condamne le responsable à verser des dommages et intérêts, affectés à la réparation de l'environnement, au demandeur ou, si celui-ci ne peut prendre les mesures utiles à cette fin, à l'État. L'évaluation du préjudice tient compte, le cas échéant, des mesures de réparation déjà intervenues, en particulier dans le cadre de la mise en œuvre du titre VI du livre Ier du code de l'environnement ».
La prescription : la prescription est de 10 ans, mais le point de départ n'est pas la date à laquelle est commis le préjudice mais celle où il est connu ou aurait pu être connu : 
Art. 2226-1 : « L'action en responsabilité tendant à la réparation du préjudice écologique réparable en application du chapitre III du sous-titre II du titre III du présent livre se prescrit par dix ans à compter du jour où le titulaire de l'action a connu ou aurait dû connaître la manifestation du préjudice écologique ».

## Aspects financiers
Dans ce cadre, c'est la réparation en nature qui est recherchée, mais quand elle n'est pas possible, une réparation monétaire peut être demandée par le juge. Une possibilité serait d'affecter les dommages et intérêts à un fonds alloué à la protection de l'environnement, qui pourrait par exemple être géré par l'Ademe ou une future Agence nationale de la biodiversité, afin de financer des actions de réhabilitation environnementale (génie écologique, dépollution, plans de restauration, Plans de gestion, etc.). 
Certains ont évoqué la possibilité de création d’un marché d’unité de biodiversité.
L'appréciation financière relève du tribunal et des experts qu'il peut mobiliser. 
Certains barèmes existent dans le domaine de l'eau, établis pour l'application d'écotaxes ou du principe pollueur-payeur, mais ils ne s'inscrivent pas dans une approche systémique. L'évaluation de la compensation financière ou en nature d'un dommage écologique est donc habituellement traitée au cas par cas, avec des approches pouvant notamment s'inspirer des méthodologies d'études d'impact et de l'évaluation environnementale. 
Dans le cas de l'Erika, la compensation du préjudice écologique a été évalué à 13 millions d'euros (chiffre validé par la Cour d'Appel de Paris en mars 2010, puis confirmé en septembre 2012), ce qui reste une faible somme comparée aux 187 millions d'euros de dommages et intérêts à prendre en charge par Total. L'argument du parquet voulant que la justice française n'était pas dans ce cas compétente étant donné que l'Erika étant immatriculé à Malte et ayant coulé en dehors des eaux territoriales n'a pas été retenu.

## Actions de groupe
Des actions de groupe sont possibles devant la justice à propos du préjudice écologique dans certains pays, comme en Allemagne, au Royaume-Uni et aux États-Unis par exemple (« Class Actions »). 
En France, le législateur a d'abord souhaité exclure des actions de groupe les champs de l'environnement et de la santé du champ de ces actions, mais une réflexion est en cours en France pour étudier la possibilité de les étendre à l'environnement . Récemment, une loi du 18 novembre 2016 consacre l'action de groupe en matière de discrimination, d'environnement, et de protection des données. En effet, par exception au principe du caractère personnel du préjudice, est admise l'action en réparation d'un préjudice collectif, ayant un intérêt collectif. Dans le cadre du préjudice écologique pur, le but est de réparer le dommage objectif qui a été causé à l'environnement et qui a des conséquences pour tous : on parle d'un préjudice subi par la collectivité.

### Documents d'intérêt juridique
- Loi responsabilité environnementale et ses méthodes d'équivalence, guide méthodologique, Ministère de l'environnement
- Rapport Jégouzo (Pour la réparation du préjudice écologique) , Ministère de la justice